# Berceuses du chat
Les Berceuses du chat sont un cycle de quatre chants pour voix de contralto et trois clarinettes (petite clarinette en mi bémol, clarinette en la et clarinette basse) composé par Igor Stravinsky en 1915 et 1916. Généralement chantées en russe, il est toutefois également possible de le chanter en français, dans une traduction de Charles-Ferdinand Ramuz. La durée du cycle ne dépasse pas quatre minutes.
Les quatre mouvements sont :
1. Le Chat sur le poêle
2. Intérieur
3. Dodo
4. Ce qu'il a, le chat

## Histoire
Les Berceuses du chat ont été créées en même temps que Pribaoutki, composé en 1914, le 6 juin 1919, à Vienne. Deux jours après, Anton Webern écrivit à Alban Berg : « Le Stravinsky était étonnant. Ces chants sont merveilleux, et cette musique m'émeut complètement. Je l'adore, et les berceuses sont indescriptiblement touchantes. Comment ces clarinettes sonnent ! »

## Textes

### Le Chat sur le poêle
| Спи, кот, на печке, на войлочке. Лапки в головках, лися шубка на плечах. | Dors sur le poêle, bien au chaud, chat ; La pendule bat ; ell' bat, mais pas pour toi. |

### Intérieur
| Кот на печи сухари толчот, Кошка в лукошке ширинку шёт, Маленки котята в печурках сидят Да на котика глядят, Что на котика глядят И сухари едят | Le chat dans un coin casse des noisett's ; La chatt', sur le foyer, fait sa toilett' Et les petits chats ont mis des lunettes Guignent, guignent, les petits, Si le vieux n'a pas fini : Pas encor', mais tant pis |

### Dodo
| Баюшки-баю, прибаюкиваю Кач, кач, привезёт отец калач, Матери сайку, сынку, балалайку, А баю, баю, прибаюкиваю Стану я качати, В балалайку играти, А баю, баю, прибаюкивати | Dodo, l'enfant do, l'enfant dormira bientôt Aujourd'hui, le chat a mis son bel habit gris, Pour faire la chasse, la chasse aux souris. Dodo, l'enfant do, l'enfant dormira bientôt Ôtera son bel habit Si l'enfant n'est pas gentil Dodo, l'enfant do, dormira bientôt |

### Ce qu'il a, le chat
| У кота, кота Колыбелка золота А у дитятки моего И получше того. У кота, кота И подушечка бела А у дитятки моего И белее того. У кота, кота И постелюшка мягка А у дитятки моего И помягче того. У кота, кота Одеялечко тепло А у дитятки моего И тёплее того. | Ce qu'il a, le chat, C'est un beau berceau qu'il a ; Mon enfant à moi en a Un bien plus beau que ça. Ce qu'il a, le chat, C'est un coussin blanc qu'il a ; Mon enfant à moi en a Un bien plus blanc que ça. Ce qu'il a, le chat, C'est un tout fin drap qu'il a ; Mon enfant à moi en a Un bien plus fin que ça. Ce qu'il a, le chat, C'est un chaud bonnet qu'il a ; Mon enfant à moi en a Un bien plus chaud que ça. |

## Analyse
L'écriture exploite les instruments dans des registres parfois inusités, soit le grave de la petite clarinette et l'aigu de la clarinette basse. Dans la troisième pièce, la clarinette basse est remplacée par une clarinette en la jouant dans l'extrême grave.

## Discographie
- L'enregistrement de Stravinsky que l'on retrouve dans son intégrale sur Sony Classical a été enregistré en 1964 avec Cathy Berberian et les clarinettistes du Columbia Symphony Orchestra.
- Robert Craft a enregistré l'œuvre en 1992 avec Katherine Ciesinski (en) et les clarinettistes de l'Orchestre de l'église Saint-Luc. L'enregistrement est maintenant disponible sur Naxos.